# 馬克斯·魏因賴希
馬克斯·魏因賴希（1894年4月22日 - 1969年1月29日）是生於沙俄、後移民美國的猶太裔語言學家，專攻社会语言学和意第緒語，其子尤里埃爾·瓦恩里希也是語言學家。他的名言是“语言就是拥有陆军和海军的方言”。

## 經歷
馬克斯·魏因賴希（俄语：Мейер Лазаревич Вайнрайх, Meyer Lazarevich Vaynraykh）在庫爾迪加的德語學校開始上學，四年後轉入在利耶帕亚的一所俄羅斯文理中学，後又在陶格夫匹尔斯和羅茲生活過。在1909年至1912年期間他住在圣彼得堡，在那里他參加了 I.G. Eizenbet 的猶太男子文理中學。他生長于德語家庭但後來癡迷於意第緒語。